# Яндекс.Авто
Яндекс. Авто — заборонений в Україні вебсервіс компанії Яндекс, призначений для пошуку оголошень про продаж автомобілів в Росії, Білорусі, Казахстані і Україні. Сервіс працює не напряму з ринком, всі дані збираються роботом з сайтів автомобільної тематики. За даними на грудень 2012, на сайті було 1 704 767 оголошень з 281 сайту. Користувач може підібрати автомобіль по заданих параметрах (по типу кузова і коробки передач, об'єму двигуна і т. д.), дізнатись його приблизну вартість, а також порівняти автомобілі мож собою.
Для пошуку автомобіля можна скористатися як формою для введення параметрів праворуч, так і рядком пошуку вгорі: пошуковий алгоритм сам визначить параметри автомобіля. Наприклад, при введенні слів «мазда лівий 07» будуть виведені результати про автомобілі «Мазда» з лівим кермом 2007 року випуску<щодо ім'я="комп'ютерра">.
Влітку 2010 року вийшла мобільна версія сайту.
В листопаді 2012 сервіс зазнав істотні зміни. Нова версія сайту доступна за адресою auto2.yandex.ru і поки що доступна в режимі бета-тестування. Інтерфейс, розроблений в студії Артемія Лебедєва, був оновлений, також був поліпшений пошуковий механізм..
16 липня 2013 року новий дизайн вийшов з бети і став доступний за адресою auto.yandex.ru.